# Privighetoarea (Star Trek: Voyager)
„Privighetoarea” (titlu original: „Nightingale”) este al 8-lea episod din al șaptelea sezon (și ultimul) al serialului TV american științifico-fantastic Star Trek: Voyager și al 154-lea episod în total. A avut premiera la 22 noiembrie 2000 pe canalul UPN.

## Prezentare
Harry Kim preia comanda unei nave extraterestre atunci când aceasta își pierde ofițerii într-un atac.

## Actori ocazionali
- Ron Glass - Loken
- Manu Intiraymi - Icheb
- Beverly Leech - Dayla
- Paul F. O'Brien - Geral
- Scott Miles - Terek
- Alan Brooks - Annari Commander
- Bob Rudd - Brell
- Andrei Sterling - Annari Crewmember